# Dai Qianqian
Dai Qianqian (chinesisch 戴倩倩; * 23. August 2000) ist eine chinesische Leichtathletin, die sich auf den Speerwurf spezialisiert hat.

## Sportliche Laufbahn
Erste internationale Erfahrungen sammelte Dai Qianqian im Jahr 2016, als sie bei den Juniorenasienmeisterschaften in Ho-Chi-Minh-Stadt mit einer Weite von 49,33 m den sechsten Platz belegte. Im Jahr darauf gewann sie bei den U18-Weltmeisterschaften in Nairobi mit 54,96 m die Bronzemedaille und 2018 sicherte sie sich bei den Juniorenasienmeisterschaften in Gifu mit 53,29 m die Bronzemedaille. Anschließend gelangte sie bei den U20-Weltmeisterschaften in Tampere mit 52,95 m auf den sechsten Platz. 2024 nahm sie an den Olympischen Sommerspielen in Paris teil und verpasste dort mit 59,33 m den Finaleinzug. 2025 wurde sie bei der Diamond League in Shaoxing mit 64,38 m Zweite, ehe sie bei den Asienmeisterschaften in Gumi mit 57,99 m den fünften Platz belegte. 